# Ударът (роман)
Вижте пояснителната страница за други значения на Ударът.
„Ударът“ (на английски: The Rainmaker) е шестият роман на американския писател Джон Гришам и е публикуван през 1995 г.

## Издания на български език
- 2002 г. – Издателство: „Обсидиан“. (ISBN 954-8240-26-2)

## Филмова адаптация
През 1997 г. излиза едноименният филм на режисьора Франсис Форд Копола. Главните роли са изпълнени от Мат Деймън, Дани ДеВито, Джон Войт и Клеър Дейнс.